# Syrisca senegalensis
Espèce
Synonymes
- Tegenaria senegalensis Walckenaer, 1841

Syrisca senegalensis est une espèce d'araignées aranéomorphes de la famille des Miturgidae.

## Distribution
Cette espèce est endémique du Sénégal.

## Étymologie
Son nom d'espèce, composé de senegal et du suffixe latin -ensis, « qui vit dans, qui habite », lui a été donné en référence au lieu de sa découverte, le Sénégal.

## Publication originale
- Walckenaer, 1841 : Histoire naturelle des insectes. Aptères. Paris, vol. 2, p. 1-549.